# Santo Antão (Cap-Vert)
Santo Antão (en créole capverdien : Santu Anton ou Sintanton) est la plus étendue des îles de Barlavento situées dans le Nord de l'archipel du Cap-Vert. Elle est située à l'ouest de l'île São Vicente. L'agriculture est la principale ressource de l'île. C'est une île entièrement d'origine volcanique qu'une chaîne de montagne considérée longtemps comme infranchissable divise en un versant nord et un versant sud. Ces versants offrent un aspect bien différent. Tandis que le nord est verdoyant et couvert de cultures en terrasse, le sud est minéral et désertique.

## Géographie

### Localisation
L’île de Santo Antão est l’île de l’archipel du Cap-Vert la plus éloignée du continent africain. Elle appartient au groupe des îles aux vents ou Barlavento car elles sont les plus exposées aux alizés. Un bras de mer, le canal de São Vicente, d’une dizaine de kilomètres de large, la sépare de l’île voisine de São Vicente, située au sud-est.

### Topographie

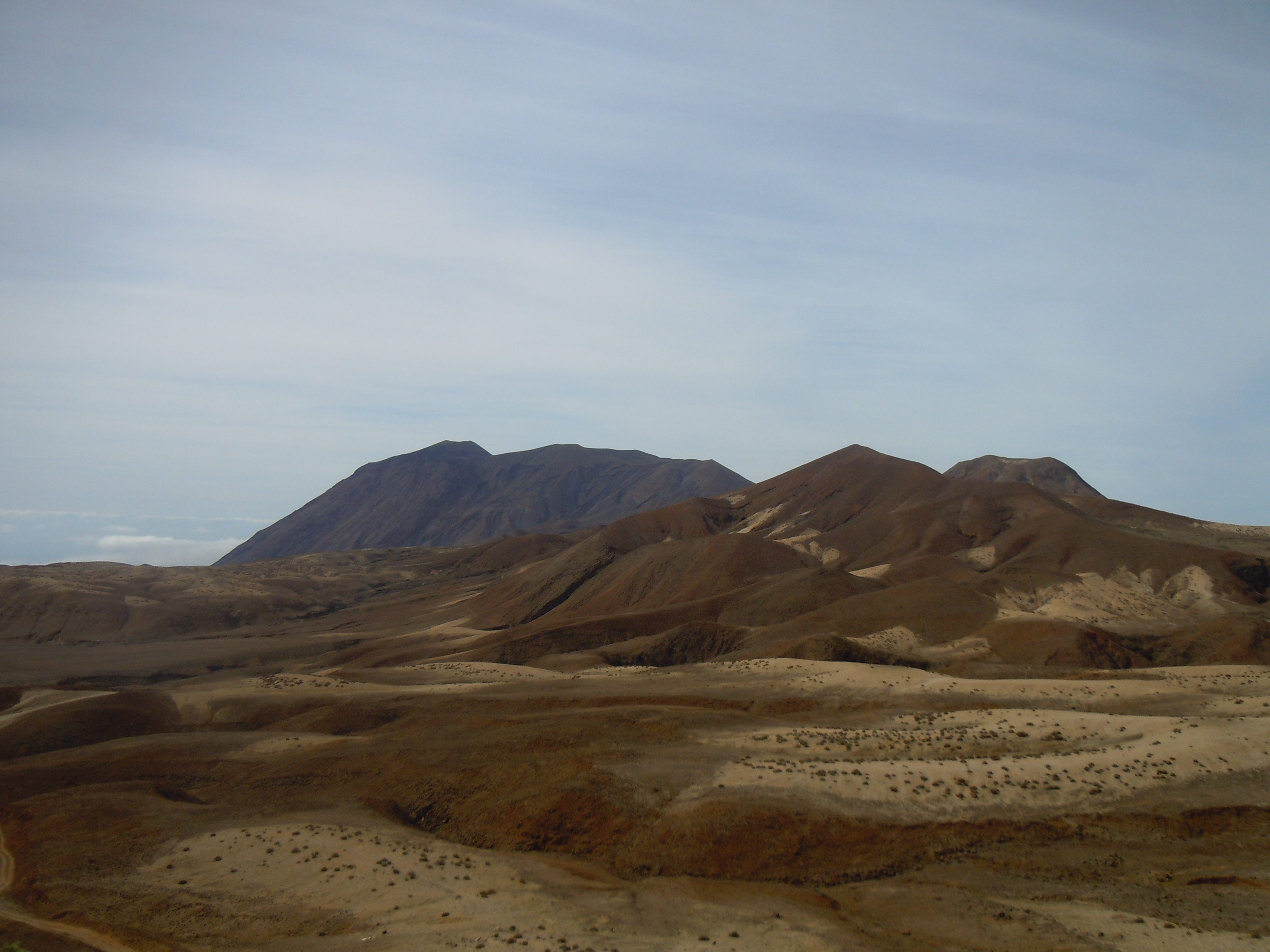
Le Topo da Coroa (1979 m) et le paysage lunaire alentour.

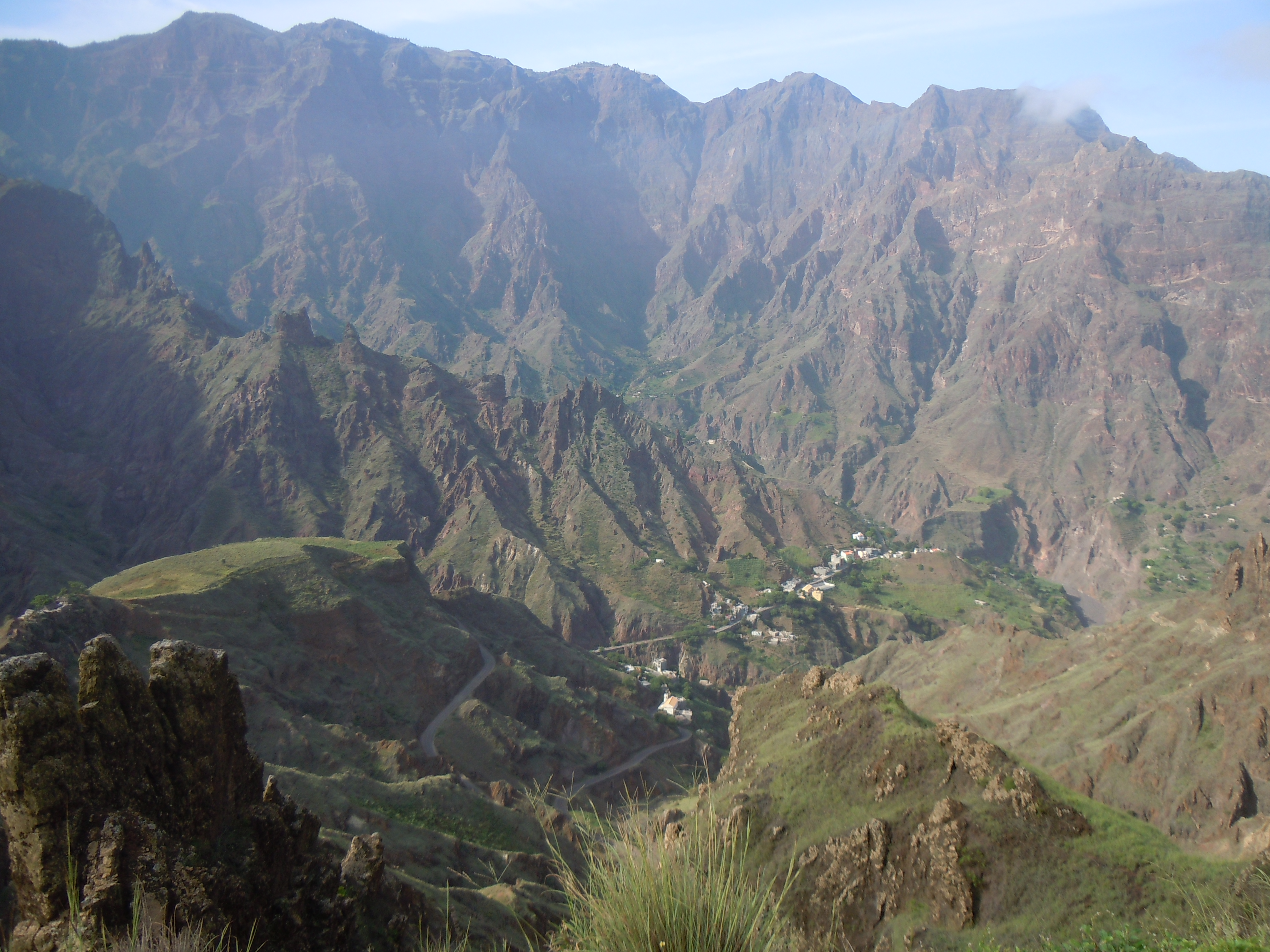
La vallée de Garça au nord de l'île.

L’île de Santo Antão, avec une superficie de 779 km2, est la seconde plus grande île du Cap-Vert et la plus grande des îles Barlavento. Elle mesure 43 km dans sa plus grande longueur et 24 km dans sa plus grande largeur. C’est une île très montagneuse d'origine entièrement volcanique. Son sommet le plus élevé, le Topo da Coroa, est un volcan aujourd’hui éteint qui culmine à 1 979 m  d’altitude à l'ouest de l’île. Les autres points élevés sont le Monte Tome, 1 863 m, au sud-est du Topo da Coroa, le Gudo de Cavaleiro, 1 810 m, au centre de l'île, et le Pico da Cruz, 1 584 m, à l'est de l'île. Les principaux sommets de l'île sont alignés suivant un axe nord-est sud-ouest. Ils forment une chaîne de montagne qui divise l'île en deux versants. Le versant nord possède un relief très accidenté. De profondes vallées y alternent avec des pics escarpés. Au fond des vallées coulent des cours d'eau dont le lit est le plus souvent asséché. L'érosion y a été importante en raison de fortes précipitations. Le versant sud présente un relief beaucoup moins accidenté en raison d'un climat plus aride et d'une pente plus douce. La côte est constituée surtout de falaises tombant à pic dans la mer. On y trouve cependant quelques plages, notamment de sable noir d'origine volcanique, comme à Tarrafal.

### Cours d'eau
Malgré ses dimensions relativement modestes, l'île est parcourue par de nombreux cours d'eau semi-temporaires dont le lit se remplit d'eau pendant la saison des pluies. Les plus importants se jettent sur les côtes nord-ouest et nord-est où ils ont creusé de profondes vallées. Le plus long d'entre eux, le Ribeira Grande (la Grande Rivière), mesure 13 km de long et draine une bonne partie du nord de l'île. Les autres cours d'eau sont le Ribeira da Garça, le Ribeira do Corvo, le Ribeira da Torre, le Ribeira do Paul, le Ribeira da Janela à Janela. Dans le sud de l'île coule le Ribeira do Tarrafal. Ce cours d'eau, qui prend sa source au pied du Tope da Coroa, et se jette à Tarrafal de Monte Trigo sur la côte sud-ouest, a la particularité de couler de façon abondante toute l'année. Autrefois, un vapeur venait s'y approvisionner en eau, pour la transporter sur l'île voisine de São Vicente, où celle-ci y faisait cruellement défaut avant qu'un dessalinisateur d'eau de mer ne soit construit.

### Paysages et végétation

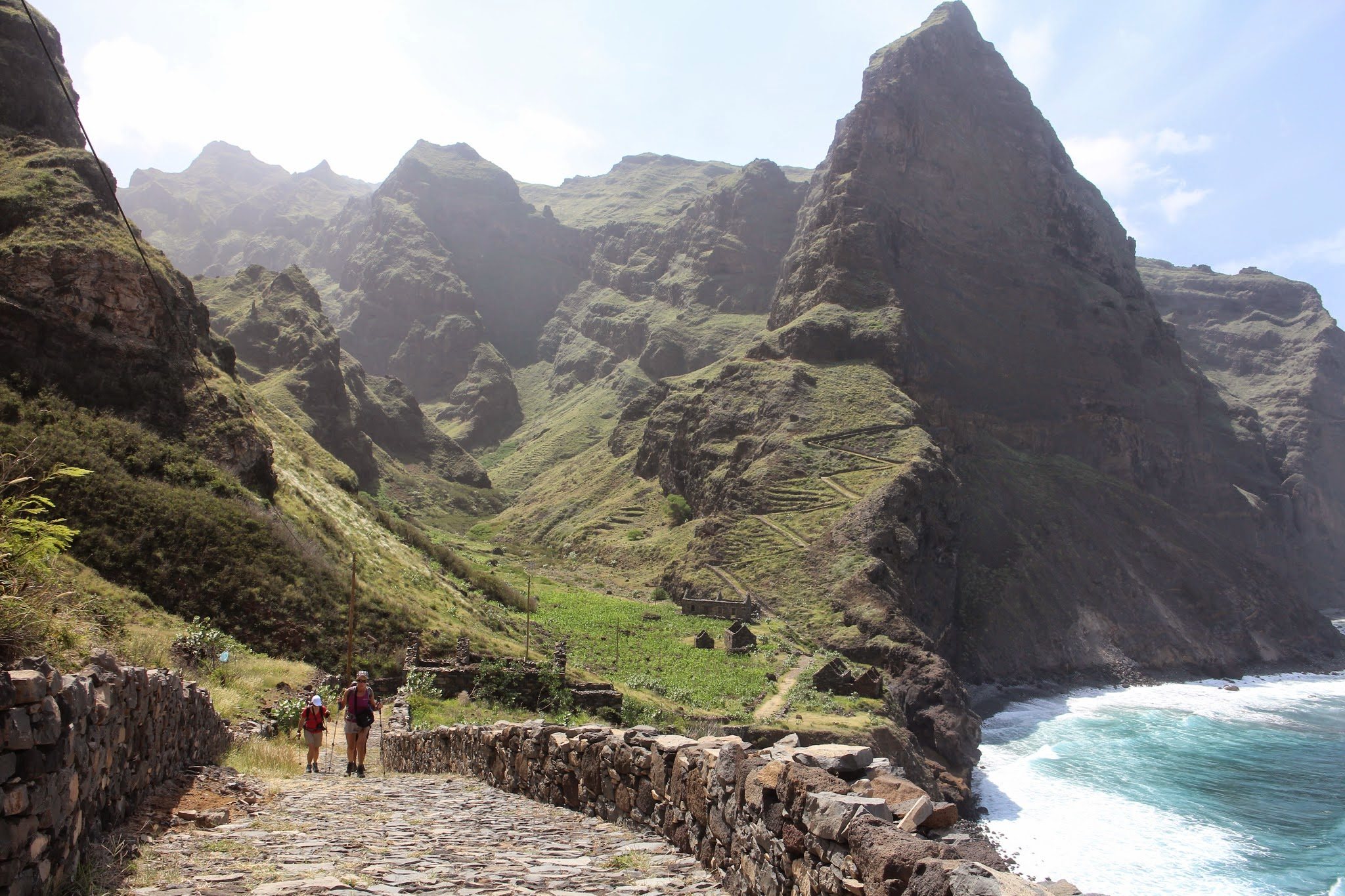
Le littoral nord.

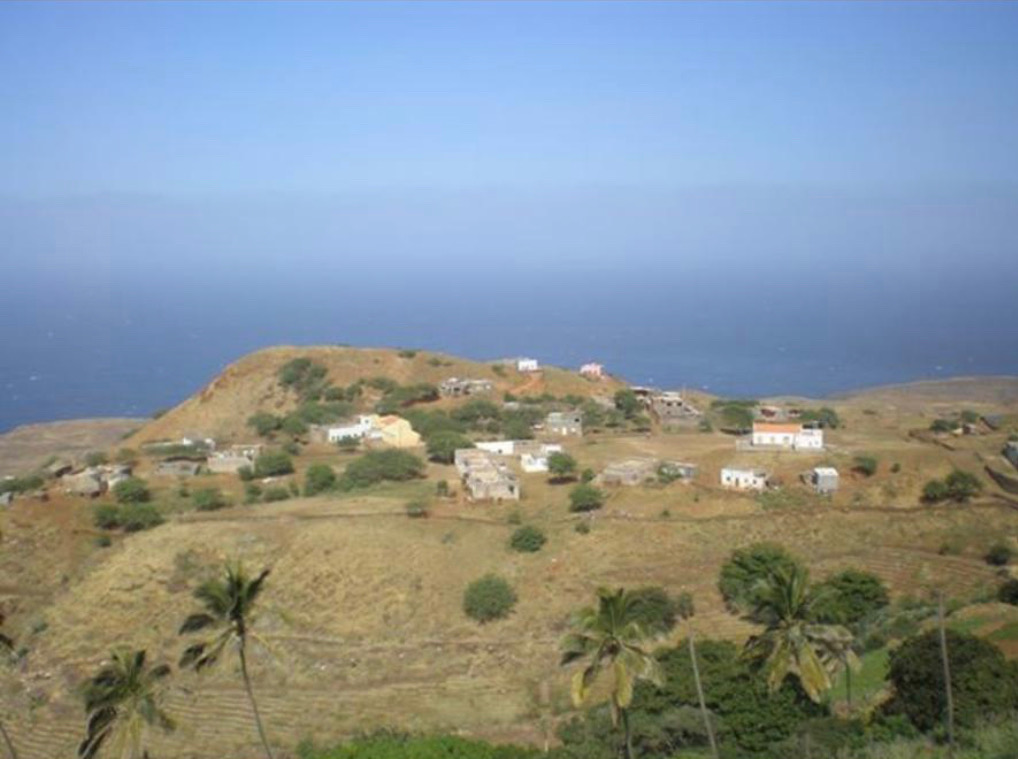
La vallée de Norte au nord-ouest de l'île.

L'île offre des paysages divers et variés. Le versant nord de l'île, exposé aux alizés, bénéficie de paysages verdoyants. Outre de nombreux arbres fruitiers et les cultures vivrières poussant sur les terrasses, on y rencontre le baobab, le fromager, le dragonnier. Le dragonnier, arbre au port caractéristique dont la forme rappelle celle d'un parasol, est un arbre emblématique du Cap-Vert dont il ne reste que quelques spécimens sur l'île. Il figure sur les billets de banque du pays. Une forêt de pins des Canaries et d'eucalyptus fut plantée avec succès au XIXe siècle sur les hauteurs dans les environs du Pico da Cruz pour reboiser l'île. Le versant sud, beaucoup plus aride, la chaîne de montagne centrale faisant office de barrière, n'offre qu'une maigre végétation rabougrie quand celle-ci n'est pas totalement absente. Les plantes endémiques sont rares dans l'île. Il s'agit le plus souvent de plantes ligneuses similaires à celles que l'on rencontre dans le Sahel.

### Villes

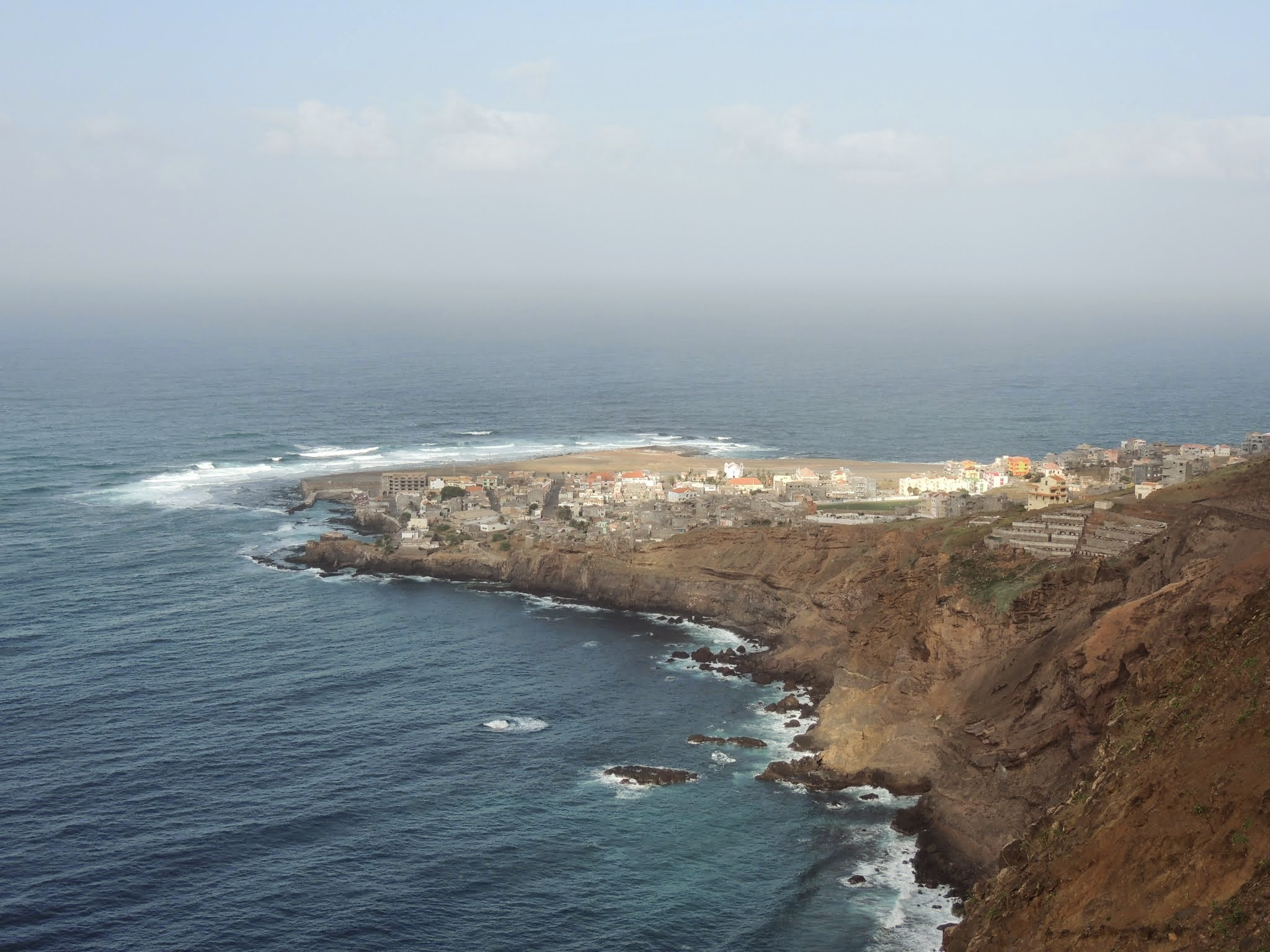
La ville de Ponta do Sol occupe l'extrémité d'une presqu'île.

Les villes les plus importantes de l’île sont Porto Novo (9 310 hab.), Ponta do Sol (2 143 hab.) et Ribeira Grande (2 564 hab.). Porto Novo est situé sur la côte sud et constitue le point d'entrée de l'île pour les hommes et les marchandises grâce à sa liaison par ferry avec la ville portuaire de Mindelo située sur l'île voisine de São Vicente. Ponta do Sol est situé à l’extrémité nord de l’île et est la capitale administrative de l'île. Ribeira Grande est situé sur la côte est, à l’embouchure du cours d’eau le plus important de l’île.

### Villages
- Fontainhas
- Janela
- Sinagoga
- Cruzinha da Garça
- Monte Trigo

## Subdivisions administratives
| Île                   | Municipalités  | Freguesias                  |
| --------------------- | -------------- | --------------------------- |
| Santo Antão (779 km²) | Ribeira Grande | Nossa Senhora do Rosário    |
| Santo Antão (779 km²) | Ribeira Grande | Nossa Senhora do Livramento |
| Santo Antão (779 km²) | Ribeira Grande | Santo Crucifixo             |
| Santo Antão (779 km²) | Ribeira Grande | São Pedro Apóstolo          |
| Santo Antão (779 km²) | Paul           | Santo António das Pombas    |
| Santo Antão (779 km²) | Porto Novo     | São João Baptista           |
| Santo Antão (779 km²) | Porto Novo     | Santo André                 |

## Géologie
Les montagnes de Santo Antão, entièrement d'origine volcanique, sont constituées de basalte. La plupart des volcans sont relativement jeunes et les caldeiras, comme celle de la Cova de Paul, sont relativement bien préservées. La dernière éruption du volcan Topo da Coroa remonterait à seulement 200 000 ans. Un point chaud serait à l'origine du volcanisme dans l'archipel, les îles les plus occidentales (Brava, Fogo et Santo Antão), étant les dernières à s'être formées. Depuis 1999, on observe une augmentation progressive de la température de l'eau de la mer près de Ponta do Sol et le risque que dans un avenir proche une nouvelle éruption volcanique se produise dans la région n'est pas à exclure.

## Climat
L'île de Santo Antão est située au sud du tropique du Cancer, à la même latitude que le sahel africain. Elle est soumise aux alizés qui soufflent de façon régulière du nord-est vers le sud-ouest. De ce fait elle bénéficie d'un climat tropical sec caractérisé par l'existence de seulement deux saisons, une courte saison des pluies qui s’étend de fin juillet à début novembre et une longue saison sèche qui s’étend de fin novembre à début juillet. Les températures sont douces toute l'année avec une température moyenne annuelle de 23 °C sur le littoral et 15 °C sur le plateau central. L'amplitude thermique n'est que de 3 à 4 degrés Celsius entre les mois les plus chauds (juillet à octobre) et les mois les plus froids (janvier à avril). Les précipitations varient fortement en fonction de l'exposition aux vents dominants et l'altitude. Ainsi on enregistre une moyenne de 191 mm par an de hauteur de pluie à Porto Novo sur la côte sous le vent au sud de l'île contre 291 mm à Sinagoga sur la côte au vent à l'est et 351 mm à Espongeiro sur le plateau central à une altitude de 1250-1500 mètres. C'est durant la période allant de janvier à avril que les alizés soufflent le plus fort.

## Histoire
L'île fut découverte par le navigateur portugais Diogo Afonso le 17 janvier 1462. Il baptisa l'île Santo Antão du nom du saint dont la fête était célébrée ce jour-là. À la suite de la signature du traité de Tordesillas le 7 juin 1494 entre le Portugal et l'Espagne, l'île devint une possession portugaise. Le peuplement de l'île ne débuta qu'en 1548 mais la difficulté à établir un réseau routier à cause de la montagne et des mouillages peu sûrs entravèrent le développement de l'île malgré un excellent climat et de l'eau en quantité suffisante. Les premiers migrants provenaient du nord du Portugal ainsi que des îles voisines de Fogo et Santiago. Ils fondèrent Povoação à l'emplacement actuel de Ribeira  Grande. En 1724 l'île fut vendue aux anglais mais elle fut restituée peu de temps après aux portugais. L'île posséda une petite communauté juive comme en témoigne la présence d'un cimetière juif à Ponta do Sol et une localité dénommée Sinagoga sur la côte nord-est.

## Population
Depuis 1930, l'évolution démographique de Santo Antão a été :
| 1930   | 1940   | 1950   | 1960   | 1970   | 1980   | 1990   |
| ------ | ------ | ------ | ------ | ------ | ------ | ------ |
| 23 973 | 35 977 | 28 379 | 33 953 | 44 623 | 43 321 | 43 845 |

| 2000   | 2010   | 2015   | 2019   | - | - | - |
| ------ | ------ | ------ | ------ | - | - | - |
| 47 124 | 43 915 | 40 547 | 38 200 | - | - | - |

| Histogramme de l'évolution démographique de Santo Antão |        |
| \| 1930 \| 23 973 \| \| 1940 \| 35 977 \| \| 1950 \| 28 379 \| \| 1960 \| 33 953 \| \| 1970 \| 44 623 \| \| 1980 \| 43 321 \| \| 1990 \| 43 845 \| \| 2000 \| 47 124 \| \| 2010 \| 43 915 \| \| 2015 \| 40 547 \| \| 2019 \| 38 200 \| |        |
| 1930 | 23 973 |
| 1940 | 35 977 |
| 1950 | 28 379 |
| 1960 | 33 953 |
| 1970 | 44 623 |
| 1980 | 43 321 |
| 1990 | 43 845 |
| 2000 | 47 124 |
| 2010 | 43 915 |
| 2015 | 40 547 |
| 2019 | 38 200 |

## Économie

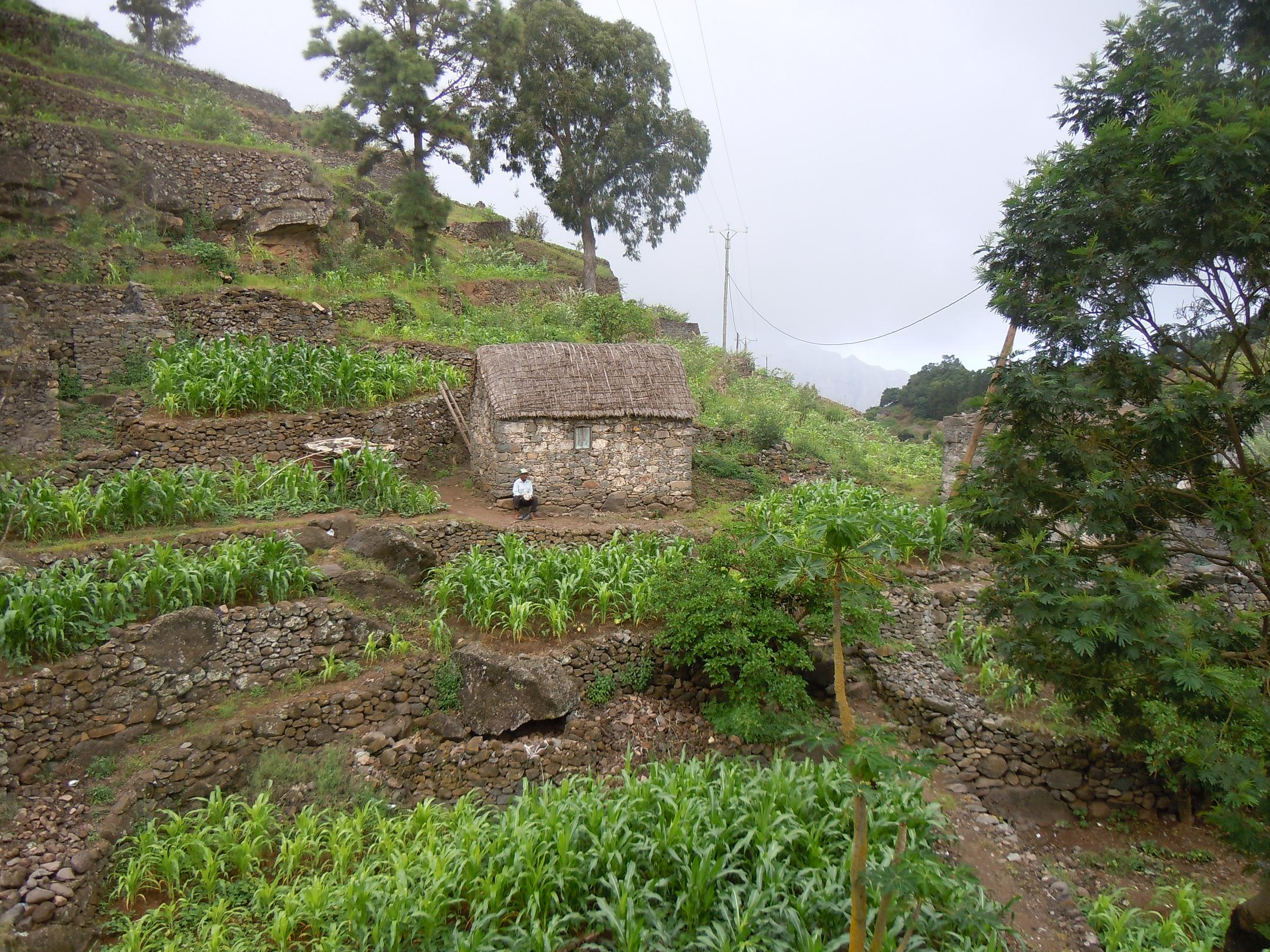
Maison traditionnelle de Santo Antão au milieu des cultures en terrasse.

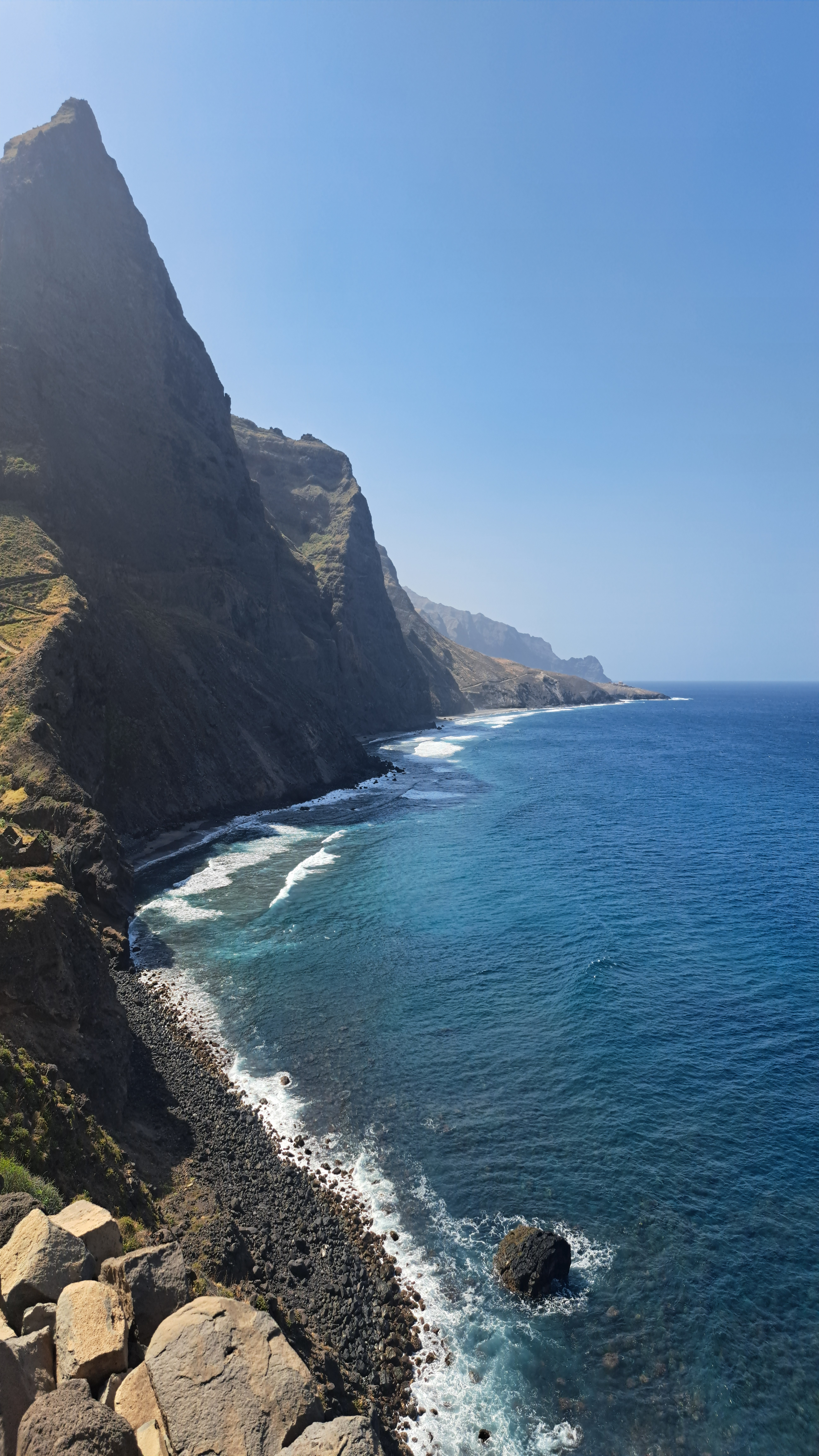
Vue du sentier de Cha Da Igrejia a Ponta Do Sol.

L'économie de l'île repose surtout sur l'agriculture, mais le tourisme joue un rôle de plus en plus important. L'agriculture est en grande partie vivrière, l'excédent étant exporté vers l'île voisine de São Vicente. Les plantes cultivées et les animaux domestiques ont été introduits pour la plupart par les Portugais au cours des siècles précédents. Les principales cultures sont la canne à sucre, le maïs, l'igname, la pomme de terre, le manioc, la banane, la patate douce. On rencontre aussi de nombreux arbres fruitiers : papayers, goyaviers, manguiers, arbres à pain, cocotiers, amandiers, arbres à pain. La canne à sucre sert à fabriquer de la mélasse ainsi que la boisson locale, le grogue, très prisée dans tout l'archipel. Les cultures se font en terrasse en raison du relief accidenté et un dense réseau de levadas permet l'irrigation.
La pêche joue un rôle secondaire par rapport à l'agriculture avec les petits ports de Janela, Cruzinha da Garça, Tarrafal de Monte Trigo.
Le tourisme se développe progressivement et est surtout orienté vers la pratique de la randonnée pédestre et l'écotourisme. La vallée de Paul et la côte nord-ouest sont parmi les lieux les plus visités de l'île.
De la pouzzolane, une roche d'origine volcanique servant notamment à la fabrication du ciment, est extraite dans le sud de l'île, non loin de Porto Novo.

## Transport et voies de communications

### Transport maritime

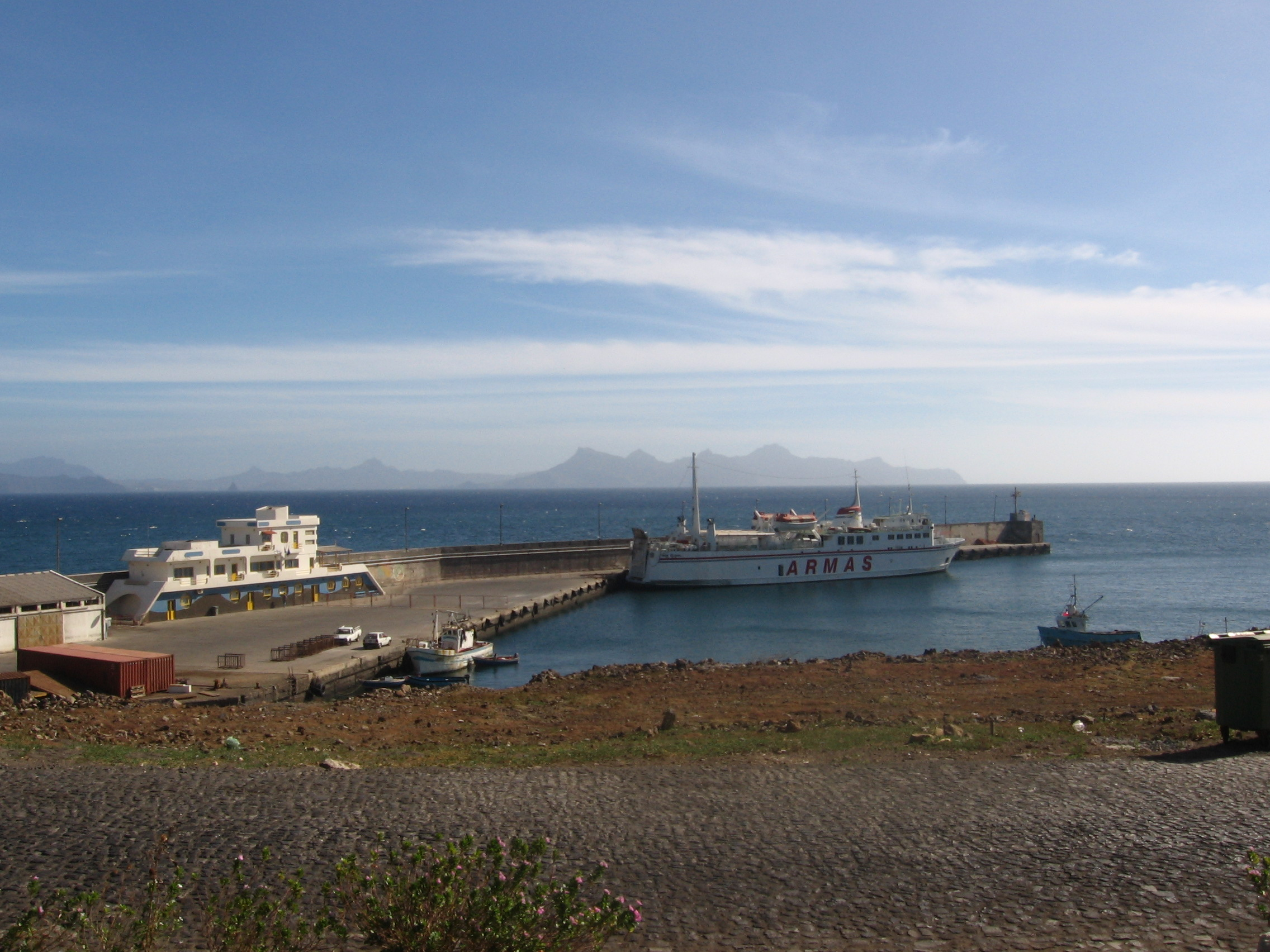
Le port moderne de Porto Novo.

Le principal port de Santo Antão est situé à Porto Novo. Il existe des liaisons maritimes régulières quotidiennes entre le port de Porto Novo et celui de Mindelo situé à une heure de navigation sur l'île voisine de São Vicente. Le port de Porto Novo fut inauguré en 1962 et agrandi en 2012 pour permettre à des navires avec de plus grands tirants d'eau d'accoster. Il dispose d'un quai de 225 mètres de long et d'un terminal  couvert de 450 m2. Avant la construction du port actuel de Porto Novo, le port constituant la principale porte d'entrée de l'île était situé à Ponta do Sol.

### Transport aérien
L'île disposait d'un petit aérodrome à Ponta do Sol. Il se nommait l 'aéroport Agostinho Neto en hommage à l'ancien président de l'Angola qui résida quelque temps dans la localité. Celui-ci a cessé de fonctionner en 2012 pour des raisons de sécurité. La construction d'un nouvel aéroport à Ponte Sul est en projet.

### Transport routier

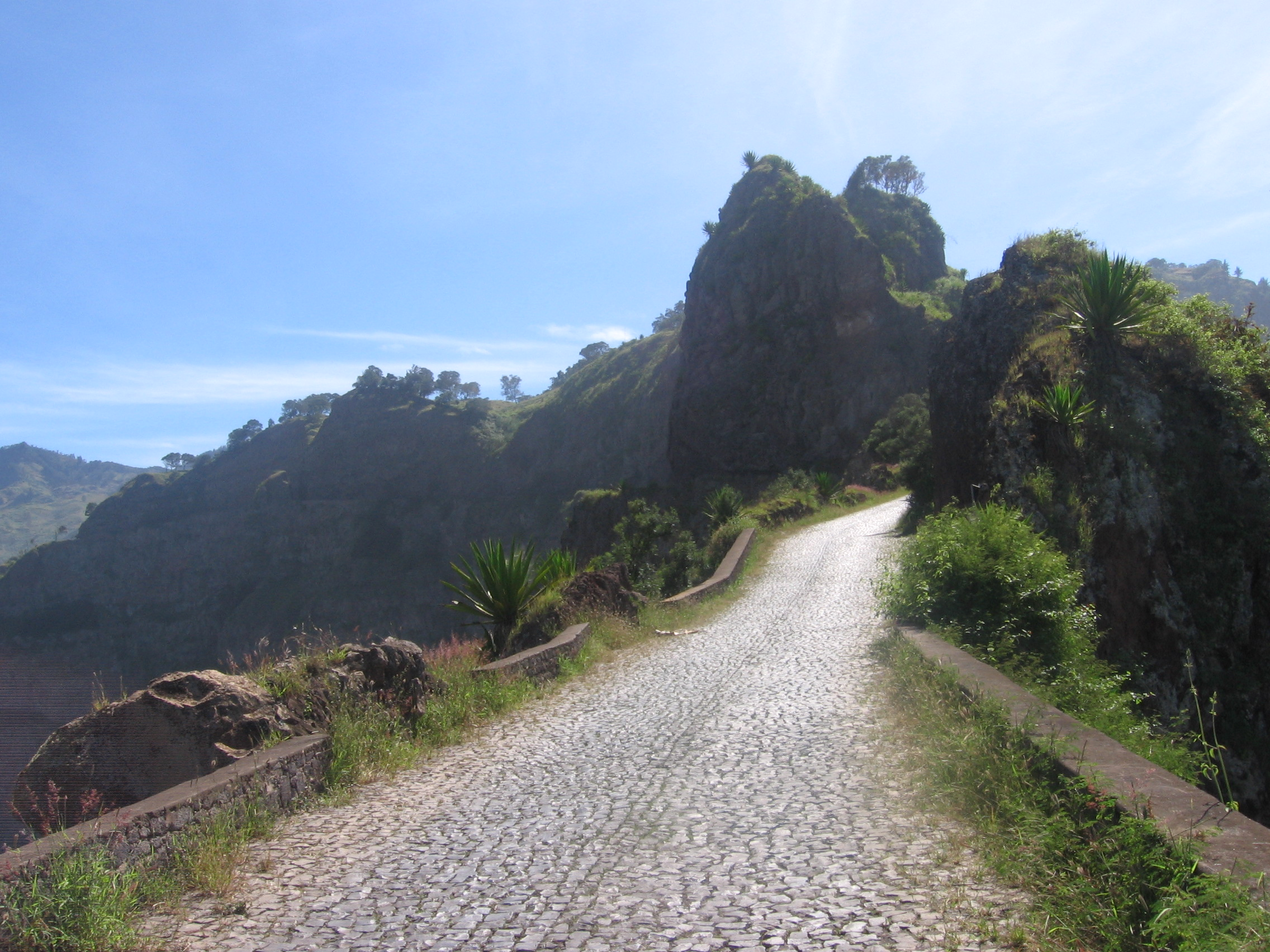
La route de Corda entièrement pavée.

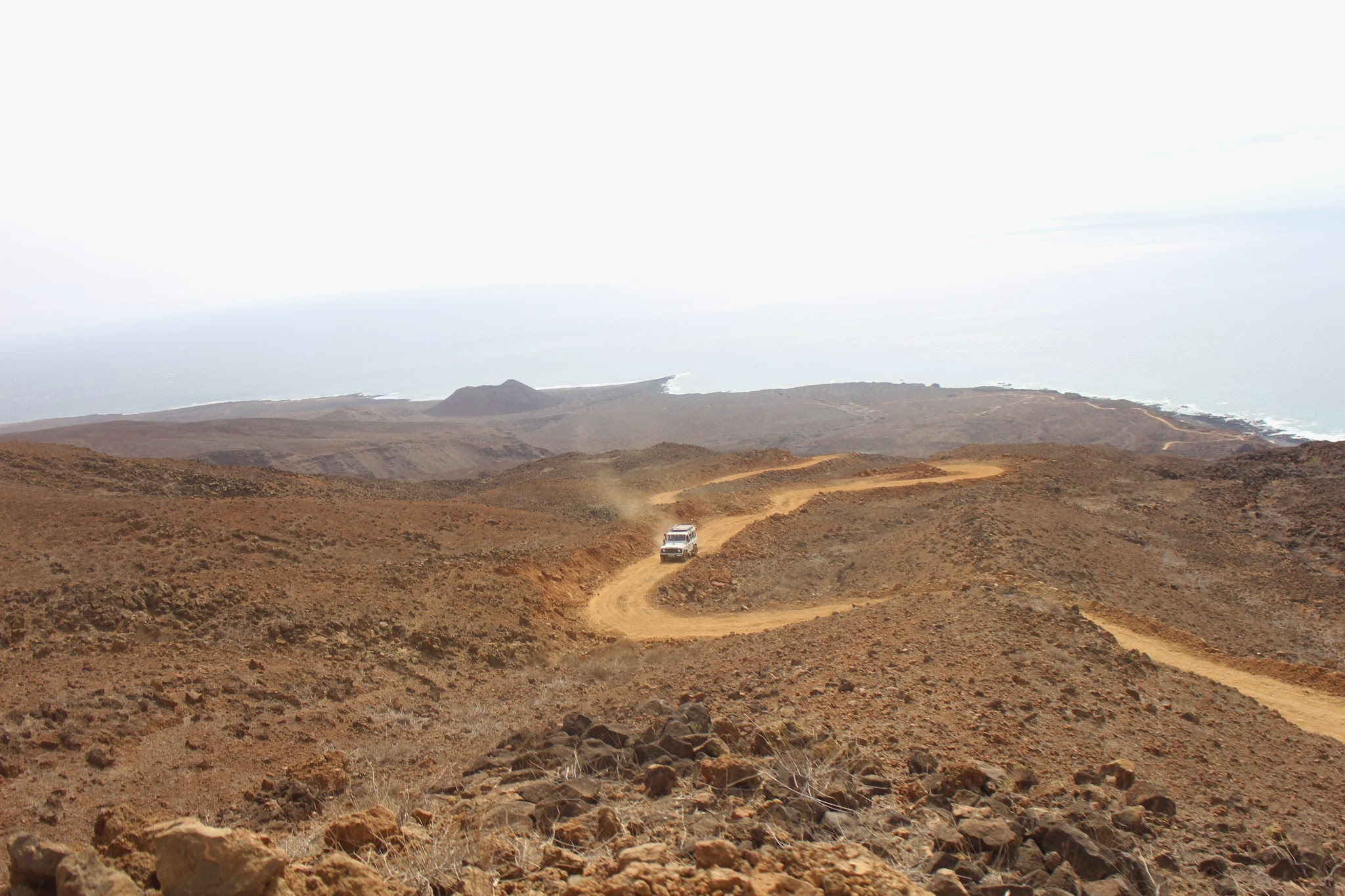
La piste reliant Tarrafal de Monte Trigo à Porto Novo.

L'île dispose d'un réseau routier remarquable avec notamment des kilomètres de routes entièrement pavées. Pendant longtemps le développement de l'île a été entravé par l'absence d'un véritable réseau routier, la chaine de montagnes traversant l'île étant réputée infranchissable. Dans les années 1960 fut construite l' Estrada da Corda (la route de Corda), une route dessinant de nombreux lacets et  entièrement recouverte de pavés permettant de relier le nouveau port de Porto Novo à Ribeira Grande en empruntant la ligne de crête qui sépare les vallées de Ribeira Grande et Ribeira de la Torre. Jusqu'en 2009, avant que ne soit construit le tronçon routier asphalté joignant Porto Novo à Janela, elle fut l'unique voie de communication entre les deux plus grandes villes de l'île. Certaines localités restent encore inaccessibles par la route. Seul une piste permet de rejoindre le petit port de Tarrafal de Monte Trigo au sud de l'île.
| Routes nationales de Santo Antão |                                                         |
| Route                            | Parcours                                                |
| EN1-SA01                         | Ribeira Grande - Corda - Lombo de Figueira - Porto Novo |
| EN1-SA02                         | Ponta do Sol - Ribeira Grande - Vila das Pombas         |
| EN1-SA03                         | Porto Novo - Janela - Pombas                            |
| EN1-SA04                         | Porto Novo - Ponte Sul                                  |
| EN3-SA01                         | Ribeira Grande - Xoxo                                   |
| EN3-SA02                         | Ribeira Grande - Coculi - Garça de Cima                 |
| EN3-SA03                         | Ribeira Grande - Pinhão                                 |
| EN3-SA04                         | Coculi - João Afonso                                    |
| EN3-SA05                         | Boca de Ambas Ribeiras - Caibros                        |
| EN3-SA06                         | Manta Velha - Chã de Igreja                             |
| EN3-SA07                         | EN3-SA09 - Alto Mira                                    |
| EN3-SA08                         | Esponjeiro - Lagoa                                      |
| EN3-SA09                         | Ponte Sul - Ribeira da Cruz                             |
| EN3-SA10                         | Ponte Sul - Tarrafal de Monte Trigo                     |